# Virtus Pallacanestro Bologna 1987-1988

## Roster
| Dietor Bologna 1987/1988 | Dietor Bologna 1987/1988 |
| Giocatori                | Staff tecnico            |
| ------------------------ | ------------------------ |

| N. | Naz.                   | Ruolo | Nome                | Anno | Alt.   | Peso |  |
| -- | ---------------------- | ----- | ------------------- | ---- | ------ | ---- |  |
| 4  | Italia (bandiera)      | P     | Roberto Brunamonti  | 1959 | 192 cm |      |  |
| 5  | Italia (bandiera)      | P     | Emilio Marcheselli  | 1968 | 192 cm |      |  |
| 6  | Italia (bandiera)      | G     | Domenico Fantin     | 1961 | 196 cm |      |  |
| 7  | Stati Uniti (bandiera) | PG    | Kyle Macy           | 1957 | 185 cm |      |  |
| 8  | Italia (bandiera)      | A     | Massimo Sbaragli    | 1964 | 198 cm |      |  |
| 9  | Italia (bandiera)      | A     | Paolo Cappelli      | 1968 |        |      |  |
| 10 | Italia (bandiera)      | A     | Renato Villalta (c) | 1955 | 204 cm |      |  |
| 11 | Italia (bandiera)      | C     | Augusto Binelli     | 1964 | 211 cm |      |  |
| 12 | Stati Uniti (bandiera) | A     | Greg Stokes         | 1963 | 204 cm |      |  |
| 13 | Stati Uniti (bandiera) | C     | Floyd Allen         | 1952 | 206 cm |      |  |
| 15 | Italia (bandiera)      | G     | Mike Sylvester      | 1951 | 193 cm |      |  |
|    | Italia (bandiera)      |       | Alessio Nicolosi    | 1969 |        |      |  |
|    | Italia (bandiera)      |       | Giovanni Setti      | 1969 |        |      |  |
|    | Italia (bandiera)      |       | Leonardo Conti      | 1969 |        |      |  |

| Allenatore                                   |
| Krešimir Ćosić                               |
| Assistente/i                                 |
| Ettore Messina Legenda - (C) Capitano Roster |

| Giocatori acquisiti a stagione in corso | Giocatori acquisiti a stagione in corso | Giocatori acquisiti a stagione in corso |
| Giocatore                               | il                                      | Da                                      |
| --------------------------------------- | --------------------------------------- | --------------------------------------- |
| Kyle Macy                               | 14 febbraio                             | Indiana Pacers                          |

| Giocatori ceduti a stagione in corso | Giocatori ceduti a stagione in corso | Giocatori ceduti a stagione in corso |
| Giocatore                            | il                                   | A                                    |
| ------------------------------------ | ------------------------------------ | ------------------------------------ |
| Floyd Allen                          | 20 marzo                             | -                                    |

## Risultati
- Serie A1:
  - stagione regolare: 6ª classificata su 16 squadre (18-12)
  - playoff:  eliminata agli ottavi di finale (0-2)
- Coppa Italia: eliminata agli ottavi (1-1)
- Coppa Korać: eliminata nel girone dei quarti (6-2)